# Branko Oblak
Branko Oblak (27. květen 1947, Lublaň) je bývalý slovinský fotbalista, který reprezentoval Jugoslávii. Nastupoval především na postu záložníka. Po skončení hráčské kariéry se stal trenérem.
Za jugoslávskou reprezentaci hrál v letech 1970-1977, nastoupil ke 46 utkáním, v nichž vstřelil 6 gólů.
Hrál na mistrovství světa roku 1974 (vstřelil zde gól do sítě Zairu) a mistrovství Evropy 1976.
S Hajdukem Split se stal dvakrát mistrem Jugoslávie (1973/74, 1974/75), s Bayernem Mnichov získal titul německý (1979/80). V dresu Hajduku získal i jugoslávský pohár (1973/74).
Roku 2003 ho Slovinský fotbalový svaz vyhlásil nejlepším slovinským fotbalistou uplynulých padesáti let (viz UEFA Jubilee 52 Golden Players).
V letech 2004–2006 vedl jako trenér slovinský národní tým.